# 積丹温泉
積丹温泉（しゃこたんおんせん）は、北海道積丹郡積丹町大字野塚町と大字西河町にある温泉。

## 泉質
- ナトリウム - 塩化物・炭酸水素塩泉（高張性中性高温泉）
  - 源泉温度52.6度、pH 7.4、湧出量 204L/min（動力揚湯）

## 温泉地
日帰り入浴施設「岬の湯しゃこたん」が存在する。内風呂と露天風呂を備え、日本海及び神威岬・積丹岬を一望できる。加温加水濾過循環方式。令和4年1月31日をもって閉館予定。
大字西河町には「温泉旅館 北都」があったが、積丹温泉とは別に「シララ温泉」とする資料がある。

## 歴史
- 1998年（平成10年） - ホテルしゃこたん、露天風呂を開設。
- 2002年（平成14年） - 岬の湯しゃこたんがオープンする。
- 2007年（平成19年）ごろまでに、ホテルしゃこたんは廃業。
- 2018年（平成30年）10月 - 温泉旅館北都閉館。
- 2022年（令和4年）1月31日 - 岬の湯しゃこたん閉館予定[1]。

## アクセス
- バス：函館本線小樽駅または余市駅から北海道中央バス「積丹線」または「高速しゃこたん号」に乗車。終点美国で下車。美国から「積丹町生活交通バス」（予約制）に乗り換えて「岬の湯しゃこたん」で下車。
- 車：後志自動車道余市ICから約40km、1時間。